# Squelette des oiseaux

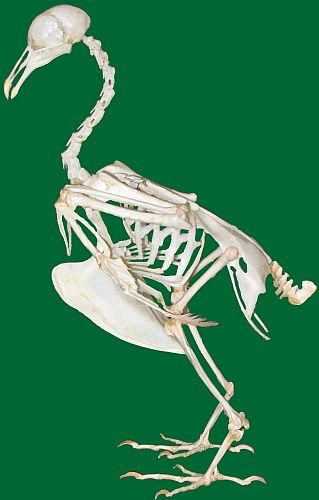
Squelette de pigeon ramier.

Le squelette de l'oiseau est fortement adapté pour le vol et a conservé des caractéristiques qui y sont liées (la légèreté) même chez des oiseaux ne volant pas : très légers, les os sont assez solides pour résister aux efforts du décollage, du vol et de l'atterrissage. Une des principales adaptations est la fusion de certains os comme le pygostyle. Les oiseaux ont habituellement un plus petit nombre d'os que les autres vertébrés terrestres, ce qui demeure inexpliqué. Ils ne disposent pas non plus de dents ou même de véritable mâchoire. Les becs sont le résultat d'une évolution qui allège leur crâne.

## Structure de l'os
De nombreux os longs sont creux (phénomène de pneumatisation avec certains sacs aériens qui peuvent s'insinuer dans les cavités médullaires de certains « os pneumatisés » ou « aérifères »), avec des structures internes (étais) reliant les parois pour en assurer la résistance. Le nombre d'os creux et leur répartition dans le squelette dépendent des espèces. Les espèces non volantes comme les Spheniscidae et les Struthionidae n'ont que des os pleins. Pour les espèces volantes à haute altitude, les os creux sont reliés aux sacs aériens. Si la pneumatisation favorise la légèreté et le vol, le degré de pneumatisation n'est pas en relation directe avec la capacité plus ou moins grande de vol : les mouettes ou le kiwi aptère n'ont pas « os pneumatisés », alors que la pneumatisation est extrêmement poussée chez des oiseaux lourds comme les bucérotidés.
Tout ceci confère au squelette de l'oiseau résistance et légèreté. La masse du squelette ne représente généralement, chez les carinates, qu'entre 7 % (pygargue à tête blanche, troglodyte) et 11 % (coq domestique) de la masse totale.

## Colonne vertébrale
| 1 - crâne ; 2 - vertèbres cervicales ; 3 - furcula ; 4 - coracoïde ; 5 - côte ; 6 - bréchet ; 7 - patella ; 8 - tarso-métatarse ; 9 - phalange (ici l'hallux) ; | 10 - tibio-tarse ; 11 - fibula ; 12 - fémur ; 13 - pubis ; 14 - ischium ; 15 - ilium ; 16 - vertèbres caudales ; 17 - pygostyle ; 18 - synsacrum ; | 19 - scapula ; 20 - vertèbres ; 21 - humérus ; 22 - ulna ; 23 - radius ; 24 - carpométacarpe ; 25 - 1er doigt, 1 phalange ; 26 - 3e doigt, 2 ou 3 phalanges ; 27 - 2e doigt, 1 phalange. |

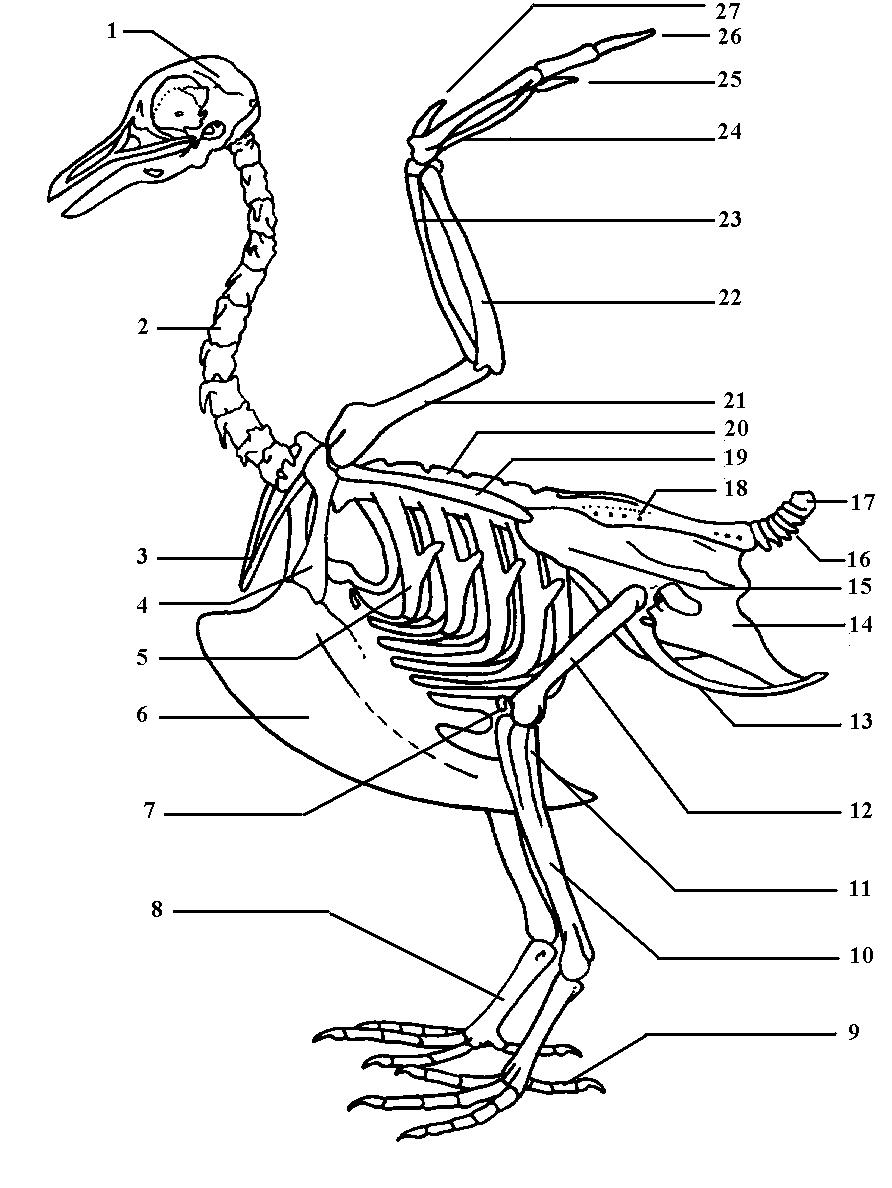
Détail du squelette d'un pigeon :

S'ils disposent en général de moins d'os que les autres vertébrés, les oiseaux ont plus de vertèbres cervicales : entre 12 et 25. Pour cette raison, le cou de nombreuses espèces est flexible. Outre les vertèbres cervicales, la colonne vertébrale se compose de vertèbres dorsales et sacrées (dont un bon nombre sont fusionnées dans le dos et dans la zone du pelvis : synsacrum), de vertèbres caudales libres (de 5 à 8) et du pygostyle (vertèbres caudales soudées). Les disques intercalaires sont soudés. Les ratites sont les seuls oiseaux à ne pas avoir de vertèbres soudées jusqu'au pygostyle. Ils possèdent 39 à 63 vertèbres au total.
Les apophyses transverses des vertèbres sont bifurquées à la base et percées d'un trou.

## Ceinture scapulaire
Les oiseaux sont les seuls vertébrés à avoir les clavicules fusionnées au sein d'une furcula, et un bréchet placé sur le sternum. Les deux os coracoïdes sont importants et rattachés au bord supérieur et latéral du sternum. Pour les oiseaux volants et les Spheniscidae, le bréchet (ou carène) et les coracoïdes permettent aux muscles des ailes d'être solidement fixés. Seuls les ratites comme les autruches n'ont ni furcula (car leurs clavicules ne sont pas soudées), ni bréchet. Les oiseaux dotés d'un bréchet sont appelés carinates. La zone thoracique comporte également la scapula ou omoplate, dorsale, descendant le long de la colonne vertébrale jusqu'au bassin. L'épisternum est petit ou atrophié.

## Côtes
- la partie vertébrale liée aux vertèbres ;
- la partie sternale, correspondant au cartilage costal des mammifères.

Les oiseaux présentent de 6 à 9 paires de côtes rattachées à la colonne vertébrale. On distingue chez la plupart des espèces d'oiseaux un processus unciné fixé sur les côtes, un dispositif également visible chez les tuataras.

## Ceinture pelvienne
Le bassin est composé principalement de trois os : l'ilion (partie antérieure et dorsale), l'ischion (partie postérieure et dorsale), et le pubis (partie ventrale). Ceux-ci sont fusionnés. Ils sont joints à l'acetabulum où s'articule le fémur, premier os des membres postérieurs.
La forme de ce bassin a été modifiée au cours du temps chez les ancêtres des oiseaux. Des vertèbres se sont ajoutées à la ceinture pelvienne des théropodes ancestraux et l'orientation du pubis a changé : pointant à l'origine vers l'avant et vers le bas, il a reculé et, chez les oiseaux plus évolués qu'archéoptéryx, devient parallèle à l'ischion. Nous ignorons ce qui a favorisé cette évolution, mais le fait que ces caractéristiques soient partagées par les oiseaux et par d'autres Maniraptora témoigne de leur origine commune.
| 1- Pubis 2- Ischium 3- Ilium 4- Symphyse pubienne | 5- Synsacrum 6- Fosses rénales 7- Fémur 8- Pygostyle |

| 1- Sternum sans carina 2- Coracoïde 3- Clavicule | 4- Scapula 5- Humérus 6- Côte | 7- Fémur 8- Tibia 9- Fibula |

## Crâne

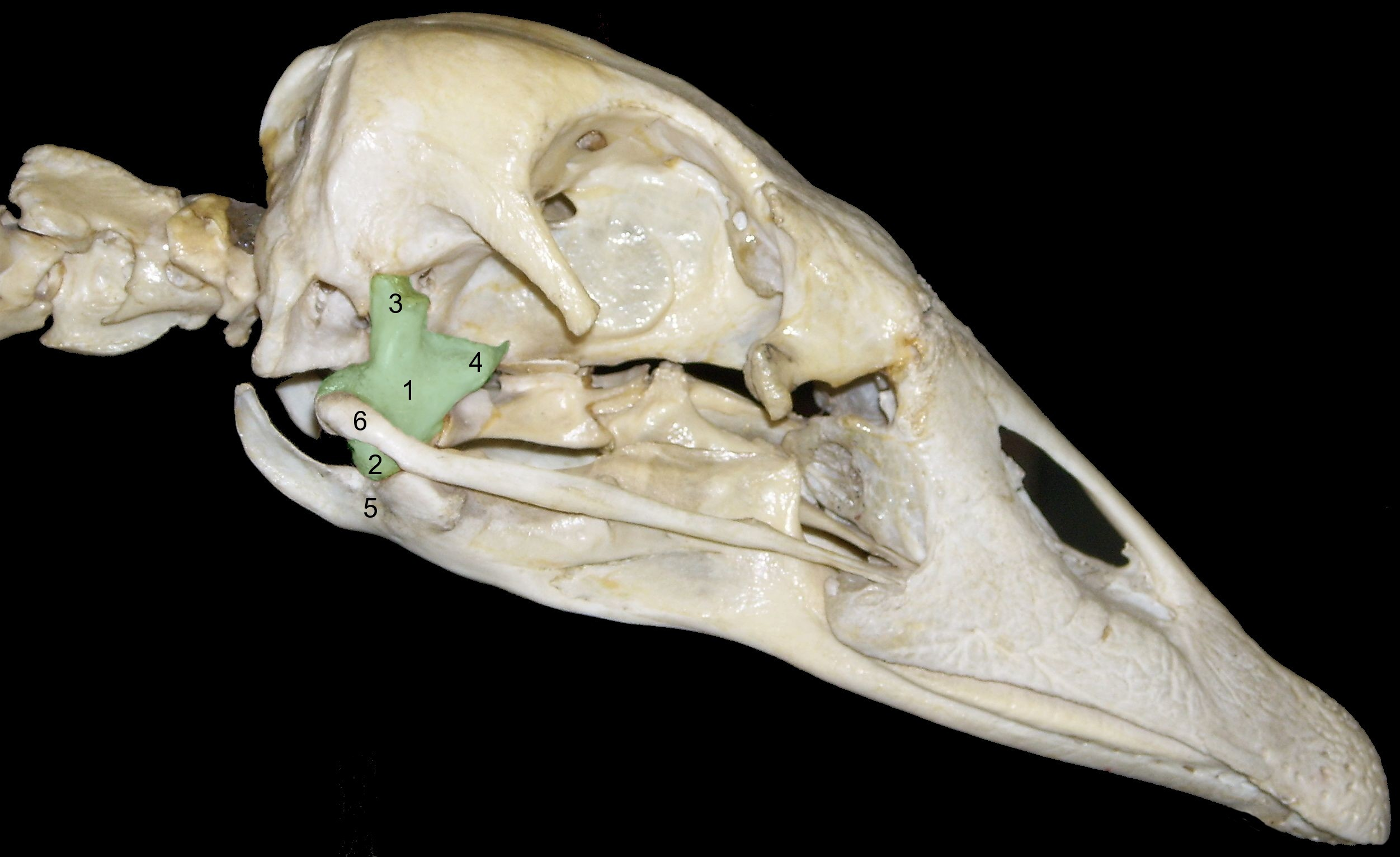
Quadratum d'une oie (en vert) :
- 1 : corpus quadrati ;
- 2 : processus mandibularis quadrati ;
- 3 : processus oticus quadrati ;
- 4 : processus orbitalis quadrati ;
- 5 : os articulaire ;
- 6 : os quadratojugale.

Le crâne est diapside et comporte des fosses pré-lacrymales, comme chez certains reptiles. Il compte également un condyle occipital simple, situé à sa base et non en arrière. Il se compose de cinq os principaux : l'os frontal (dessus de la tête), l'os pariétal (arrière de la tête), l'os prémaxillaire et nasal (bec supérieur), et la mâchoire inférieure (bec inférieur). Les os du crâne ont fusionné et ne montrent pas de sutures crâniennes. L'os carré reste mobile. Les oiseaux ne disposent pas de voûte palatine. Les orifices nasaux sont toujours situés entre le vomer et l'os palatin.
Le crâne de l'oiseau pèse habituellement environ 1 % du poids du corps, ce qui est peu. Un bec est un organe plus léger qu'une mâchoire classique.
Le bec de beaucoup d'oisillons comporte une structure osseuse appelée diamant qui facilite la sortie de l'œuf. Les nouveau-nés le perdent après quelques jours.
L'os hyoïde, très développé, se rapproche beaucoup de celui des Lepidosauria. L'os sphénoïde de l'œil et l'os alisphénoïde sont plus développés que chez les autres sauropodes.
L'œil est protégé par une série de petits os du crâne organisés en un anneau sclérotique.

## Squelette appendiculaire
Chez les oiseaux, le squelette appendiculaire est représenté par des membres chiridiens (membres à trois segments classiques mais avec l'autopode dressé) qui caractérisent les Vertébrés Tétrapodes.

### Membres antérieurs

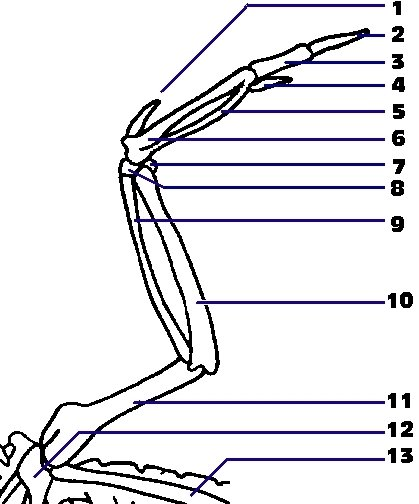
1 : 1er doigt ; 2 et 3 : 2e doigt ; 4 : 3e doigt ; 5 et 6 : os métacarpiens ; 7 et 8 : os carpiens ; 9 : radius ; 10 : cubitus ; 11 : humérus ; 12 : furcula ; 13 : scapula.

Les os des ailes sont extrêmement légers. Nombre d'entre eux sont fusionnés, en particulier ceux de la paume, comme ceux de quelques reptiles. L'humérus joint le cubitus pour former le coude. Le cubitus est doublé par le radius, de dimensions plus réduites. La longueur relative de l'ensemble formé par ces os dépend des espèces : chez les oiseaux-mouches, ils ont une taille très réduite par rapport à ceux du reste de l'aile, mais chez les oiseaux pratiquant le vol à voile, ils sont proportionnellement de la même longueur que ceux du reste de l'aile. Le carpe (constitué de deux petits os carpiens) et le métacarpe (constitué de deux os métacarpiens partiellement soudés, plus un troisième très atrophié et soudé aux deux autres) forment le « poignet » et la « main » de l'oiseau. Le métacarpien II très court porte une ou deux phalanges avec une griffe terminale. Les métacarpiens III et IV plus longs, restent séparés dans leur partie moyenne et portent des doigts non terminés par des griffes (le doigt III comprend 2 ou 3 phalanges, le doigt IV une seule). Les trois doigts sont inclus dans l'aile, excepté chez quelques espèces comme les hoazins, qui présentent deux griffes alaires pendant le stade juvénile.

### Membres postérieurs

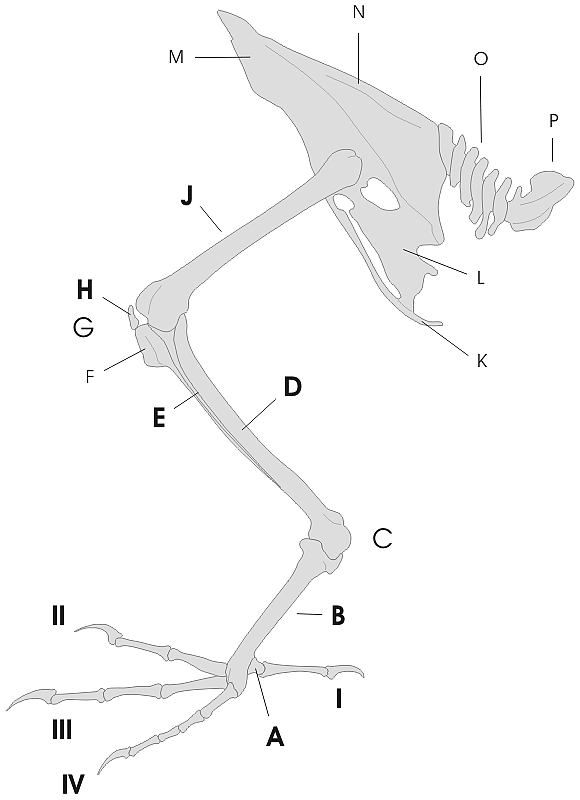
Squelette du membre antérieur : I - IV doigts ; A - métatatarsien I ; B - tarso-métatarse ; C - cheville ; D - tibiotarse ; E - péroné ; F - crête cnémiale ; G - genou ; H - patelle; J - fémur.

L'adaptation au vol entraîne une bipédie de type digitigrade (sauf chez les manchots plantigrades) qui permet des déplacements plus rapides. La cuisse, cachée dans le corps de l'oiseau, est constituée du fémur très robuste. Le fémur est relié au tibia, os de la jambe ; le péroné est très réduit (régressé, il forme une baguette osseuse) et soudé au tibia. On ne voit généralement que la partie inférieure de la jambe qui dépasse du plumage. Les os supérieurs du tarse (tarsiens proximaux) se fusionnent complètement avec le tibia en un tibiotarse, les os inférieurs (tarsiens distaux) sont soudés avec ceux du métatarse pour former le tarso-métatarse, os allongé situé entre la jambe et les doigts. Les oiseaux ont en général quatre doigts auxquels il faut ajouter, pour certaines espèces, un ergot. La trydactylie est rare et se retrouve dans des espèces très différentes comme la mouette tridactyle, l'émeu, l'outarde ou le pic tridactyle. La didactylie se retrouve chez les paléognathes comme l'autruche. Les os des pattes sont les plus lourds, contribuant à abaisser le centre de la gravité, ceci facilitant le vol.

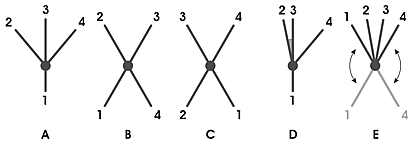
Les empreintes caractérisant la disposition des doigts des pattes, permet d'identifier les oiseaux :
A - anisodactyle, B - zygodactyle, C - hétérodactyle, D - syndactyle, E - pamprodactyle.

La disposition des doigts des pattes (orteils) est très variable selon les groupes aviens mais ils présentent la caractéristique commune d'être écartés, ce qui offre une plus grande surface d'appui favorisant la stabilité. Le premier orteil (hallux, doigt 1 sur le schéma) est généralement complètement retourné vers l'arrière, en relation avec la capacité de nombreux oiseaux à se percher. L'arrangement anisodactyle est le plus commun chez les oiseaux et se retrouve tel quel chez leurs ancêtres théropodes, caractérisés par leurs quatre doigts. C'est le cas de la plupart des oiseaux chanteurs ou percheurs et des rapaces. L'arrangement syndactyle correspond à une fusion partielle du quatrième et troisième doigt comme chez le martin-pêcheur d'Amérique et caractérise les Coraciiformes. L'arrangement zygodactyle (du grec ζυγον, « joug ») correspond à une migration des doigts ; c'est le plus commun des arrangements pour les espèces arboricoles et plus particulièrement celles qui grimpent le long des troncs comme les Picinae, les Sittidae et les Psittaciformes. L'arrangement hétérodactyle ressemble au précédent sauf que les doigts 3 et 4 sont orientés vers l'avant et les deux autres vers l'arrière. Cette configuration ne se retrouve que chez les Trogonidae. Les pamprodactyles possèdent quatre doigts vers l'avant, c'est une caractéristique des Apodidae qui favorise leur fixation aux fentes des murs ou leur suspension aux branches.
Les oiseaux dont les doigts des pattes ne sont pas réunis par une membrane sont dits « fissipèdes ».

## Sources

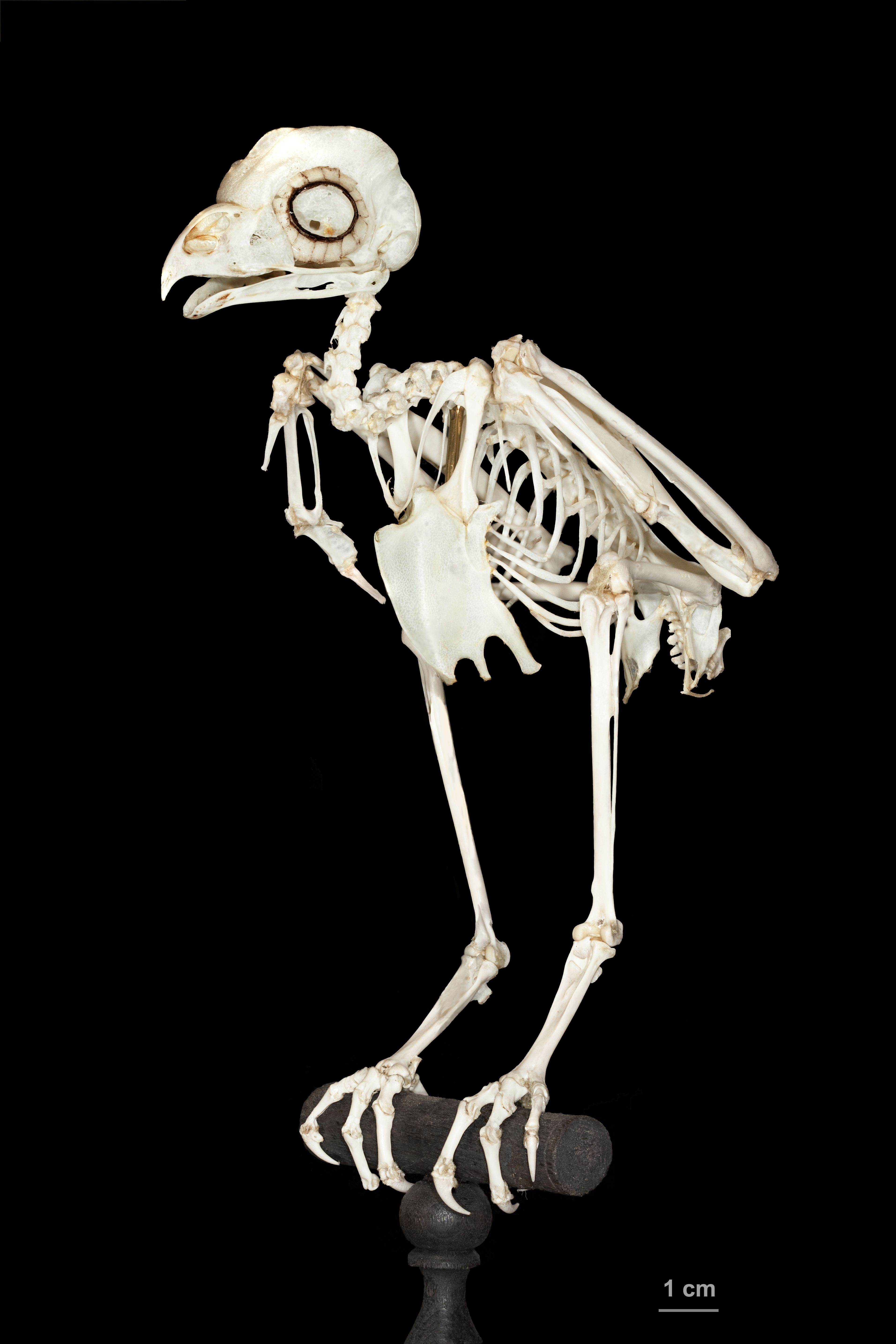
Squelette de chouette. Muséum de Toulouse.

- (en) Cet article est partiellement ou en totalité issu de l’article de Wikipédia en anglais intitulé « Bird anatomy » (voir la liste des auteurs).